# Нагорода Тедзуки
Нагорода Тедзуки (яп. 手塚賞, Tezuka Shō) — піврічна премія за манґу, що присуджується японським видавництвом Shueisha з 1971 року під егідою журналу Weekly Shonen Jump. Вона нагороджувала нових художників манґи в категорії «Сюжетна манґа» .  Аналогічна премія, Нагорода Акацуки, нагороджує нових художників манґи в категорії «Комедійна манґа». Нагорода названа на честь піонера манґи Осаму Тедзуки та покликана сприяти розвитку нових художників. Приз за кращий вибраний твір становить два мільйони японських єн, а за меншу, але все одно гідну роботу, — мільйон єн. Нагорода також передбачає почесну відзнаку за третє місце для конкурсантів, які вважаються гідними, що включає в себе півмільйона єн. Ці грошові призи можуть бути не присуджені (як це часто буває), якщо судді вирішать, що жоден з кандидатів не є гідним.

## Відбіркова комісія

### Голова комітету
- Осаму Тедзука (1971–1988)
- Фудзіо Акацука (1989–2008). Через його слабке здоров'я цей титул був лише формальністю протягом років, що передували його смерті 2 серпня 2008 року, а його обов'язки за його відсутності виконував Акіра Торіяма.

### Головні члени комітету
Це лише найвідоміші члени комітету. Інші судді також присутні в комісії.
Колишні члени
- Акіра Торіяма
- Кадзукі Такахаші
- Масанорі Моріта
- Масаші Кішімото
- Хіроюкі Асада
- Такехіко Іноуе

Поточні члени
- Tezuka Productions[2]
- Еїчіро Ода[2]
- Кадзуе Като[2]
- Кохей Хорікоші[2]
- Нобухіро Вацукі[2]
- Геге Акутамі[2]

## Відомі реципієнти
- Такеші Обата (1985, за 500 Kōnen no Shinwa)
- Йошіхіро Тогаші (1986, за Buttobi Straight)
- Нобухіро Вацукі (1987, за Teacher Pon)
- Такехіко Іноуе (1988, за Kaede Purple)